# Возрастно-половая пирамида
Сравнение возрастно-половых пирамид России и Японии
Возрастно-половые пирамиды — распределение населения по полу и возрасту, использующееся для характеристики половозрастного состава населения.
Возрастно-половой состав населения представляет соотношение возрастно-половых групп — совокупностей людей одинакового возраста. Это основной элемент возрастной структуры населения. В зависимости от целей исследования различают возрастные группы однолетние и укрупненные: пяти- и десятилетние. Однако для оценки общих структурных сдвигов применяются и более крупные возрастные группы.
Возрастно-половые пирамиды представляют собой диаграммы, около которых число людей каждого возраста (или доля их в населении) изображено горизонтальной полосой определённого масштаба. Полосы располагаются одна над другой в порядке увеличения значений возраста, в левой части диаграммы — для мужчин, в правой — для женщин. Превышение количества людей одного пола над количеством другого в одной возрастной группе выделяется тёмным цветом полосы. Возрастно-половые пирамиды строятся обычно по годичным или пятилетним возрастным группам, а иногда и по десятилетним группам. Однако половозрастные пирамиды, построенные по крупным возрастным группам, не раскрывают детальные особенности возрастного и полового состава населения.
Состав возрастно-половой структуры населения в первую очередь является результатом эволюции воспроизводства населения. Тип воспроизводства населения, формируемый процессами рождаемости и смертности в настоящий и прошедшие периоды, определяет соотношение населения различных возрастных групп.

## Возрастные структуры
В 1894 шведский статистик и демограф А. Г. Сундберг предложил выделять три типа возрастных структур населения: прогрессивный, стационарный и регрессивный.
- Прогрессивный тип характеризуется высокой долей детей и низкой долей старшего поколения во всём населении. В основе его формирования лежит расширенный тип воспроизводства. Возрастная пирамида имеет форму треугольника, основание которого зависит от величины рождаемости.
- При стационарном типе, в основе которого лежит простой тип воспроизводства, возрастная пирамида имеет форму колокола с почти уравновешенной долей детских и старческих возрастных групп.
- Суженный тип воспроизводства приводит к формированию регрессивного типа, возрастная пирамида которого имеет форму урны. Для него характерна сравнительно высокая доля пожилых и старых людей и низкая — детей.

На формирование возрастной структуры населения большое влияние оказывают войны, в результате которых происходит, во-первых, убыль населения призывных возрастов, во-вторых, резкое снижение рождаемости. На региональном, а иногда и на государственном уровне большие изменения в возрастной структуре могут возникнуть в результате миграций, обычно увеличивающих число мужчин в трудоспособных возрастах. В результате действия этих причин грани возрастной пирамиды становятся неровными, на них отражаются исторические изменения в характере прироста и убыли населения. Такие нарушения надолго оставляют следы в возрастной структуре населения.
Анализ возрастно-половой пирамиды позволяет охарактеризовать не только демографическую историю государства, но и прогнозировать демографическую ситуацию в будущем.

## Типы возрастно-половых пирамид

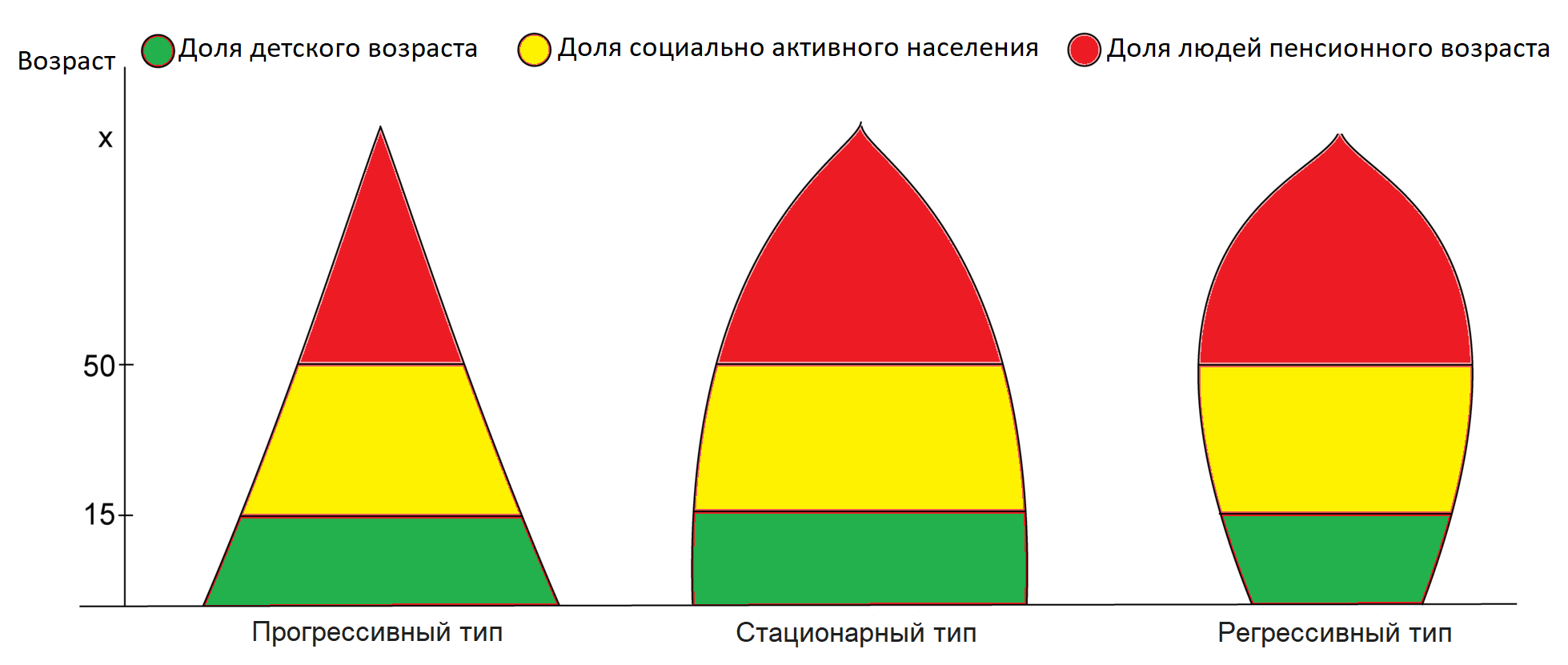
Возрастно-половые пирамиды трёх типов

### Возрастно-половая пирамида прогрессивного типа
- Высокий коэффициент рождаемости.
- Большая доля в населении детей и соответственно растущая доля трудоспособного населения.
- Низкая доля пенсионеров и людей старше трудоспособного возраста.
- Короткая, но постепенно растущая ожидаемая продолжительность жизни.
- Рост населения.
- В XXI веке уже свойственна наименее развитым странам мира.

### Возрастно-половая пирамида стационарного типа
- Высокий коэффициент рождаемости, но постепенно снижающийся.
- Примерно равная или чуть большая доля в населении детей, чем доля пенсионеров и людей старше трудоспособного возраста (чаще всего за счёт всё более растущей доли трудоспособного и более молодого и многодетного иммигрантского населения).
- Относительно средняя или высокая доля пенсионеров и людей старше трудоспособного возраста.
- Высокая или средняя ожидаемая продолжительность жизни, но постепенно растущая.
- Население остаётся стабильным или растёт (чаще всего за счёт покрывающей естественную убыль населения чистой иммиграции и более высокой рождаемости в среде иммигрантов).
- В XXI веке уже свойственна в большей или меньшей степени большинству развивающихся и развитых стран мира.

### Возрастно-половая пирамида регрессивного типа
- Низкий и постепенно снижающийся коэффициент рождаемости.
- Низкая доля в населении детей и снижающаяся доля трудоспособного населения.
- Большая доля людей предпенсионного и пенсионного возраста, и постепенно всё более растущая.
- Высокая или средняя ожидаемая продолжительность жизни, но постепенно растущая.
- По мере роста населения старше трудоспособного возраста, общее старение населения и рост его среднего возраста
- Население остаётся стабильным или растёт (чаще всего за счёт покрывающей естественную убыль населения чистой иммиграции и более высокой рождаемости в среде иммигрантов), или сокращается (при низкой или уже не способной, при высокой демографической старости населения, компенсировать естественную убыль населения иммиграции и низкой или недостаточной рождаемости в среде иммигрантов)
- В XXI веке уже свойственна в большей или меньшей степени большинству развивающихся и развитых стран мира.

## Примеры возрастно-половых пирамид различных фаздемографического перехода
Примеры стран с ярко выраженными возрастно-половыми пирамидами различных фаз демографического перехода

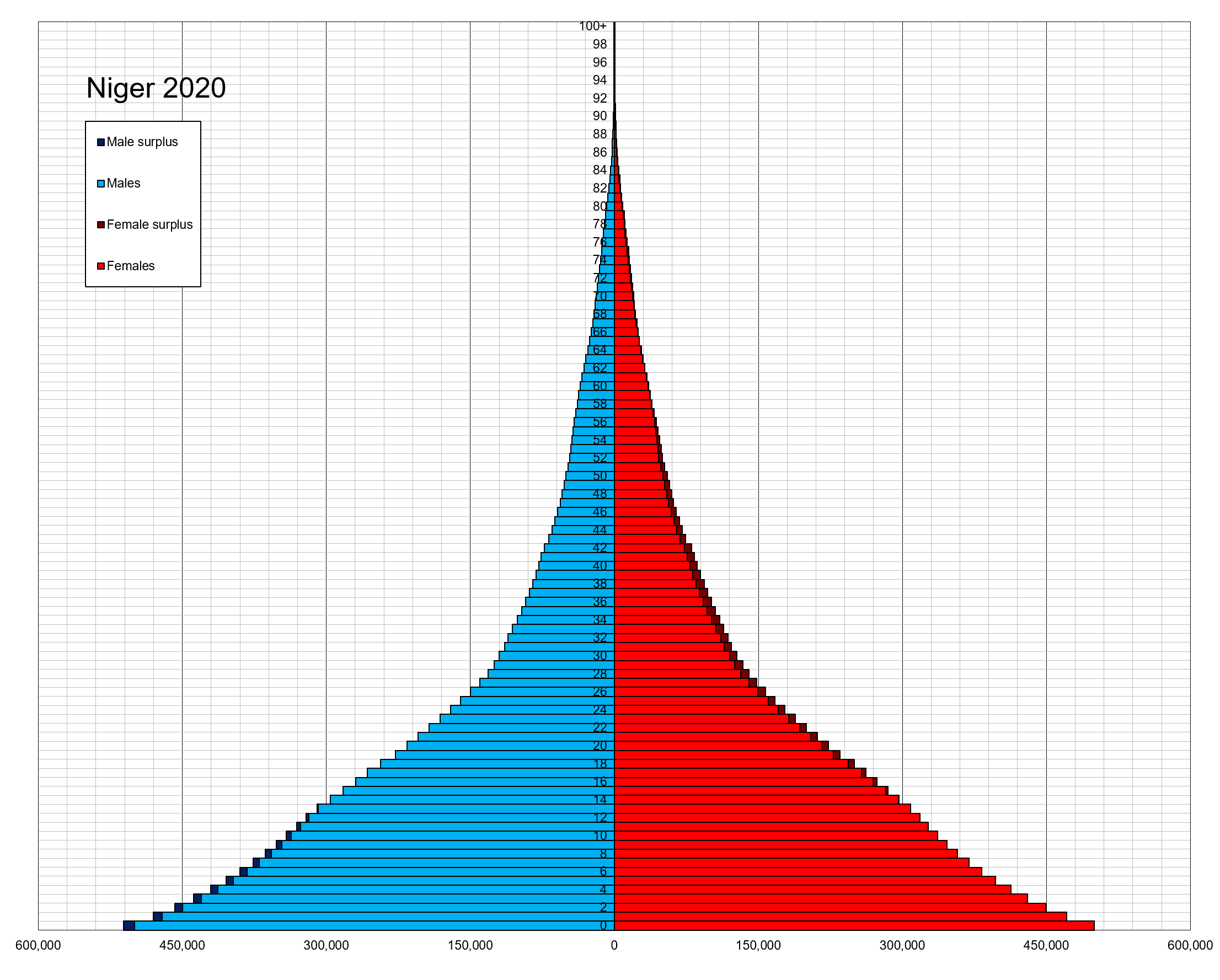
Возрастно-половая пирамида населения Нигера в 2020 году (1-я фаза  демографического перехода)
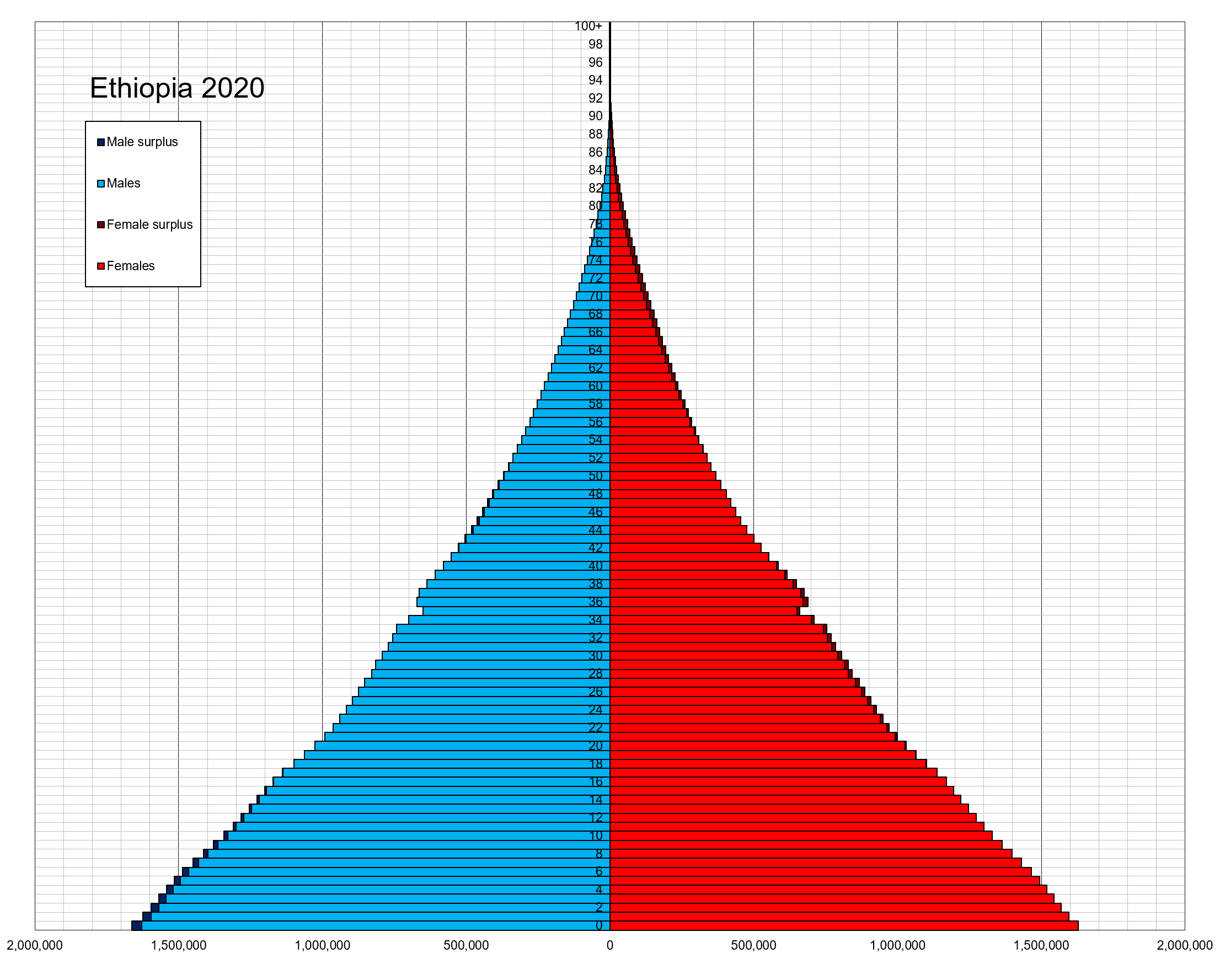
Возрастно-половая пирамида населения Эфиопии в 2020 году (2-я фаза)
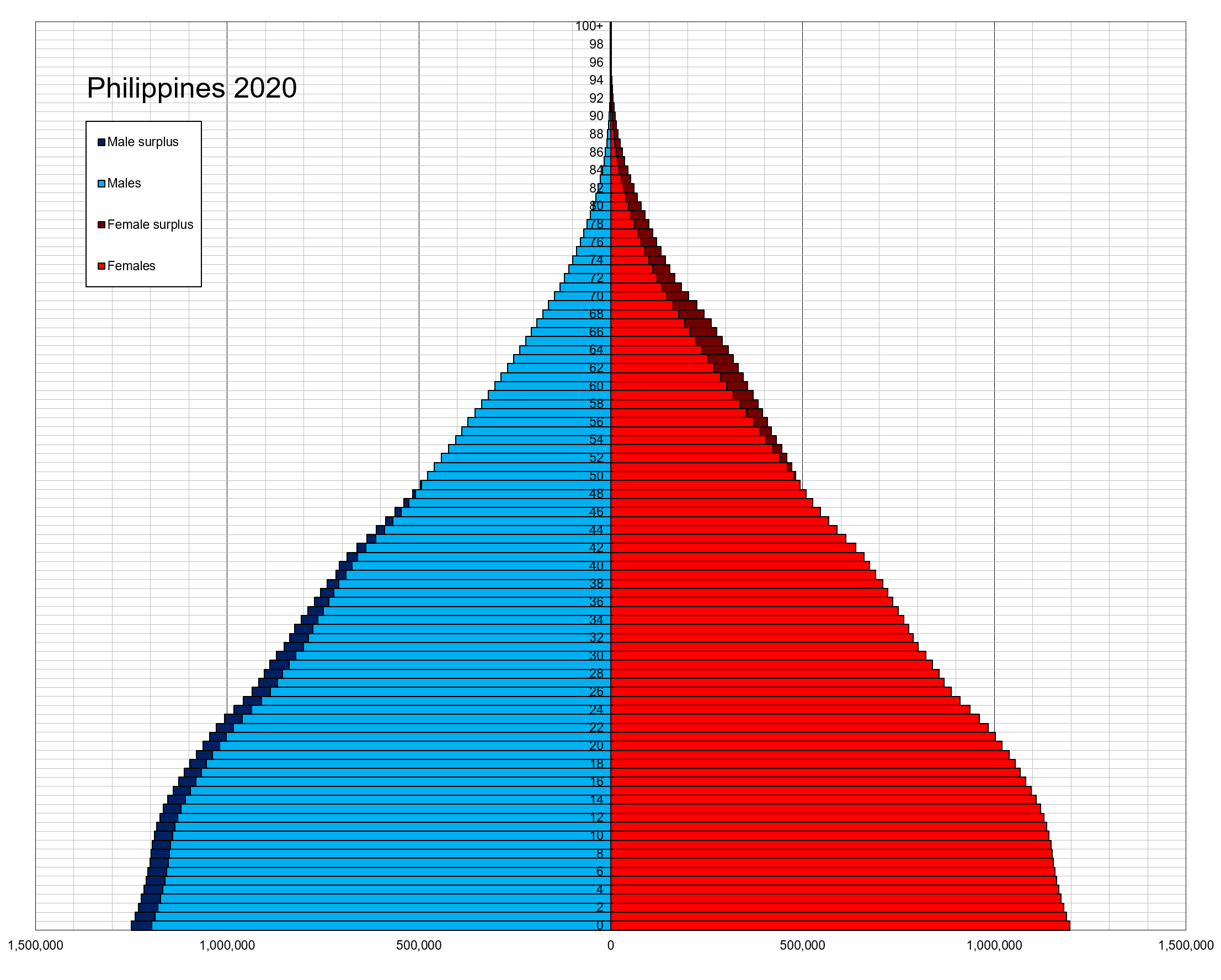
Возрастно-половая пирамида населения Филиппин в 2020 году (3-я фаза)
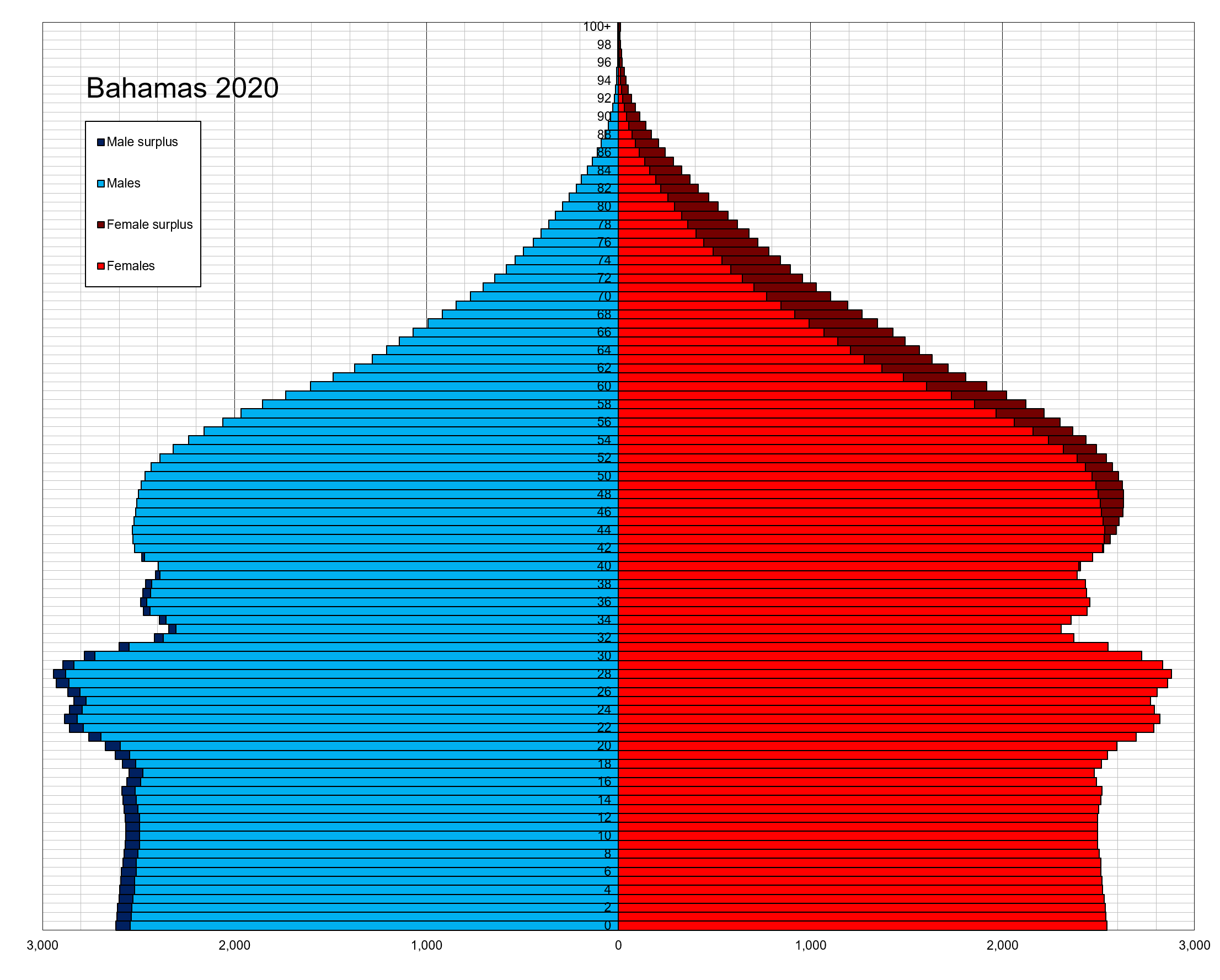
Возрастно-половая пирамида населения Багамских Островов в 2020 году (3-я фаза)
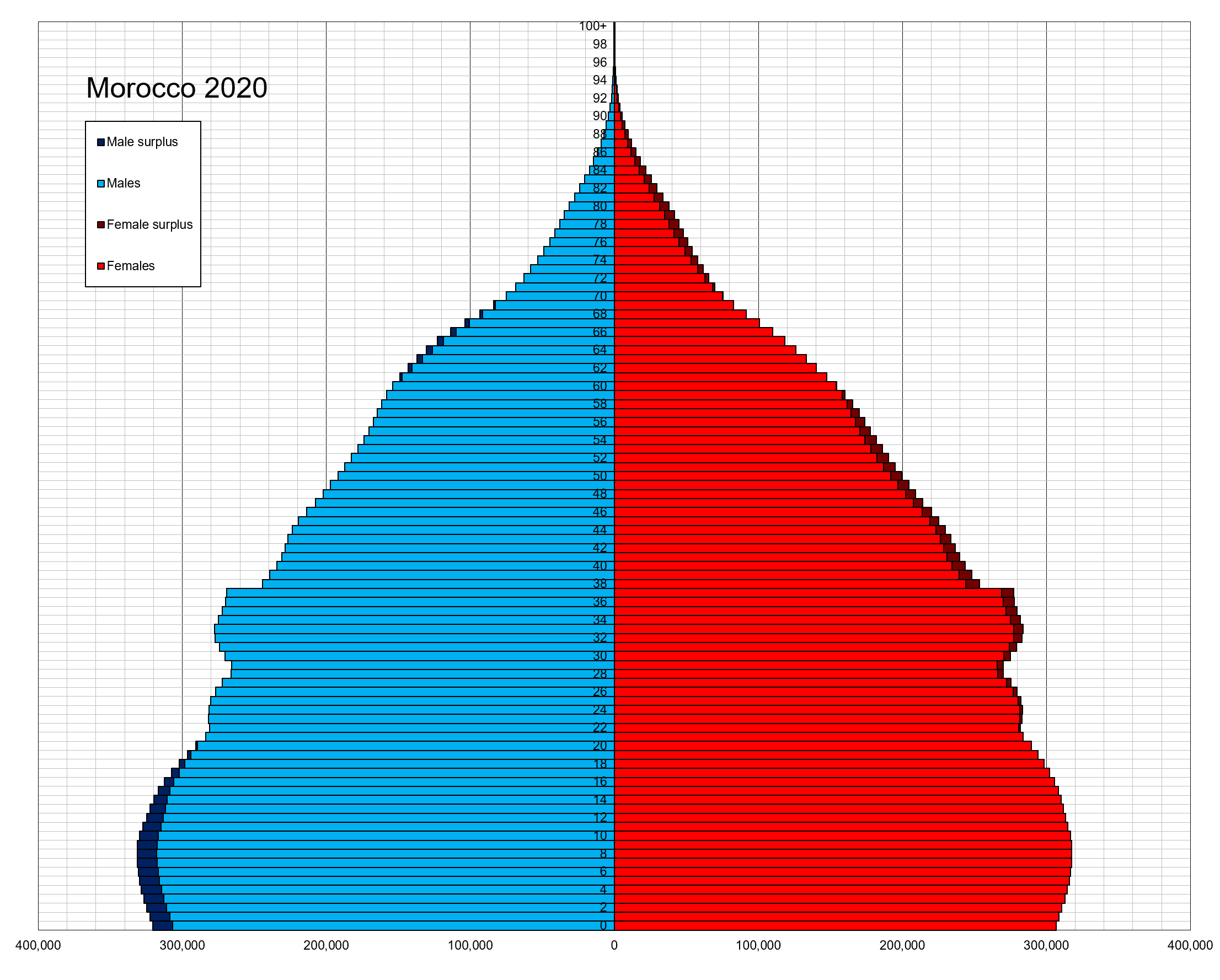
Возрастно-половая пирамида населения Марокко в 2020 году (4-я фаза)
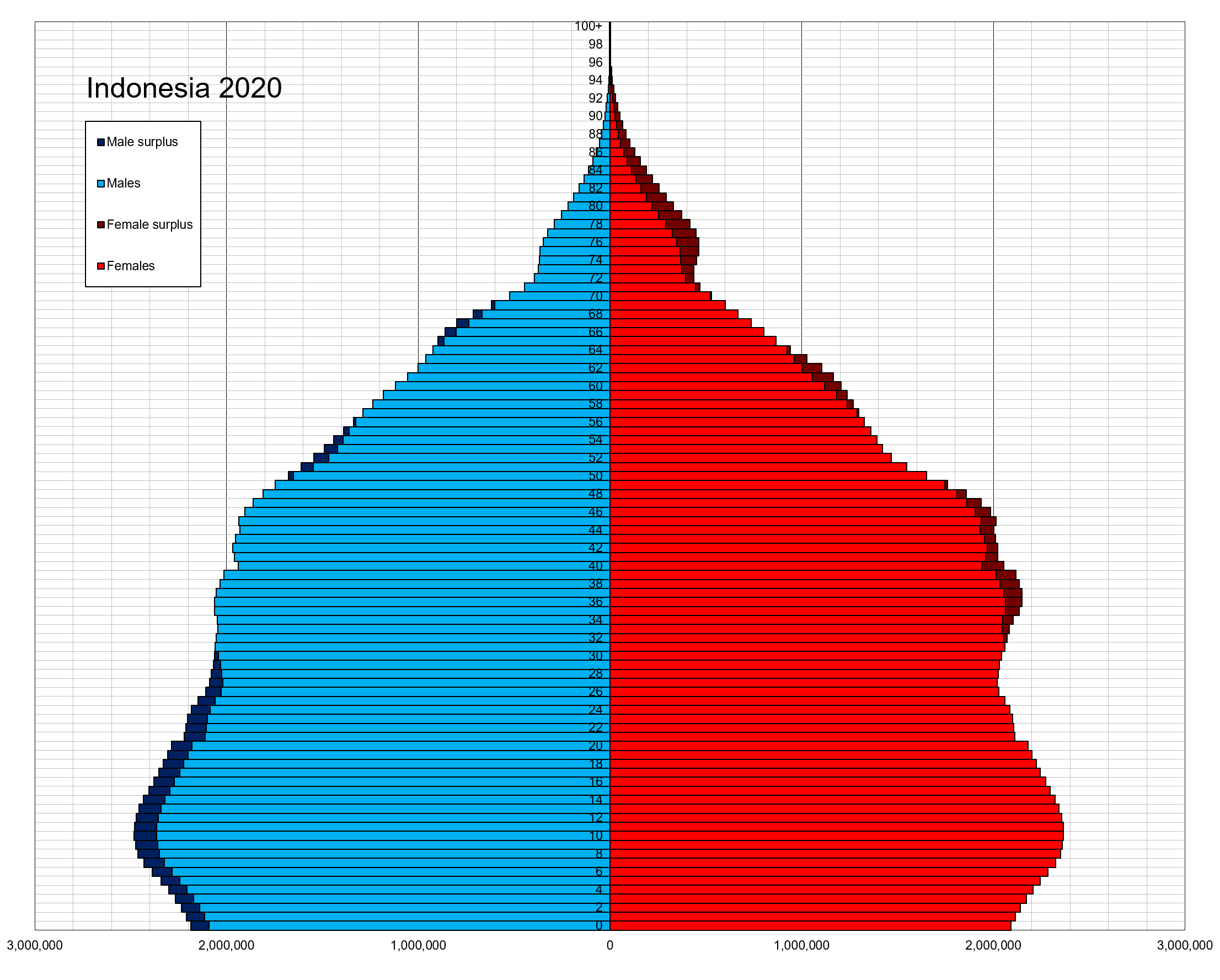
Возрастно-половая пирамида населения Индонезии в 2020 году (4-я фаза)
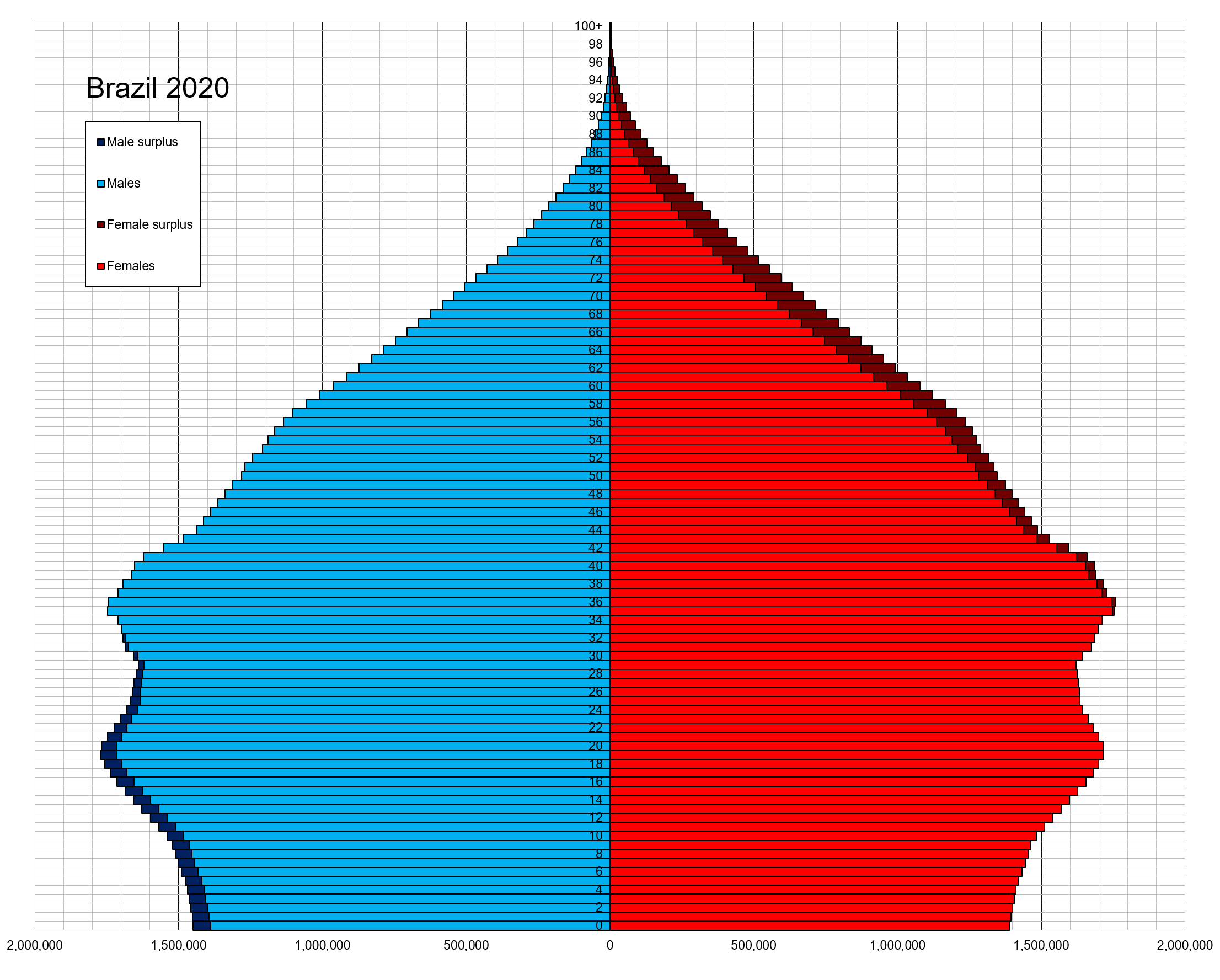
Возрастно-половая пирамида населения Бразилии в 2020 году (4-я фаза)
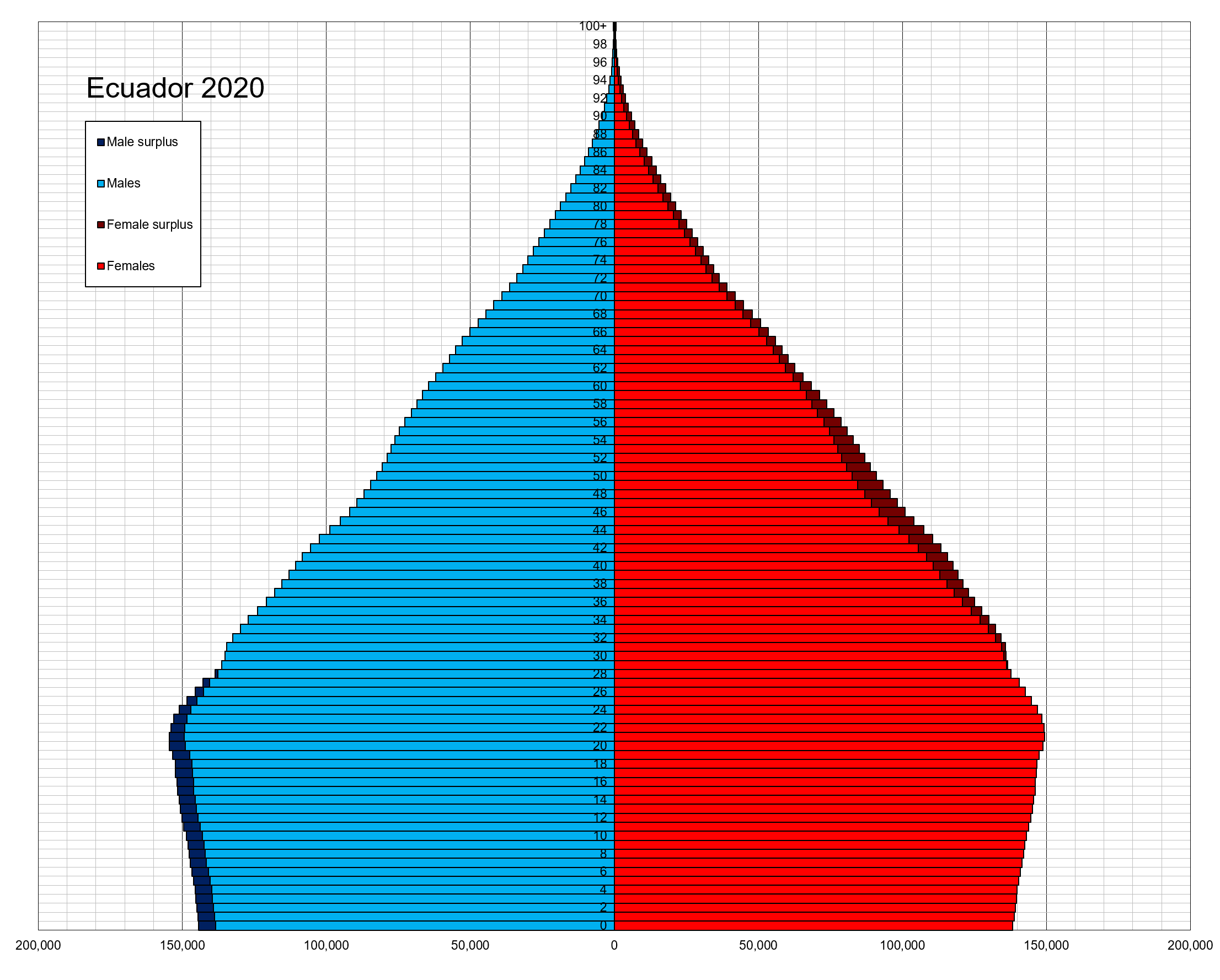
Возрастно-половая пирамида населения Эквадора в 2020 году (4-я фаза)
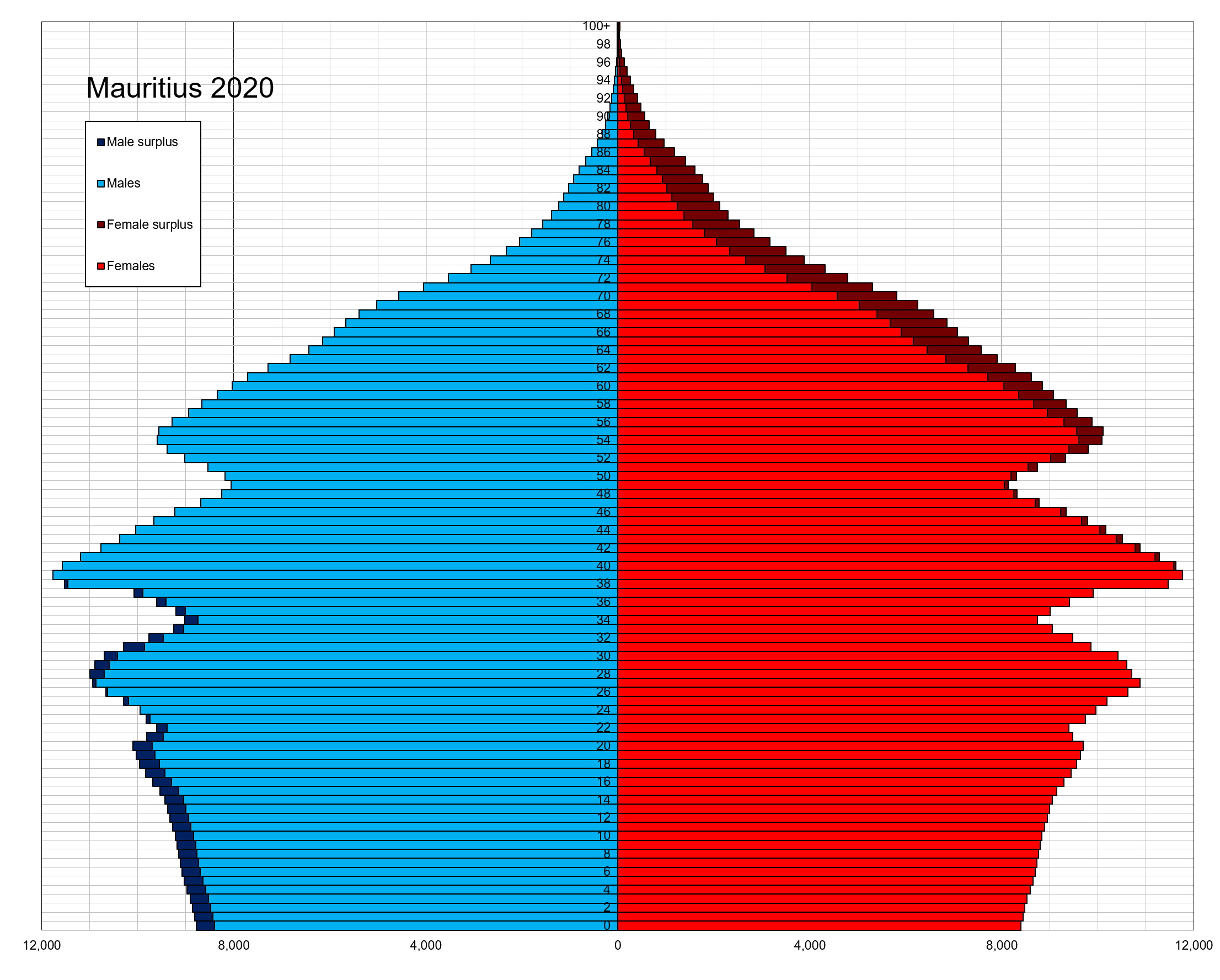
Возрастно-половая пирамида населения Маврикия в 2020 году (4-я фаза)
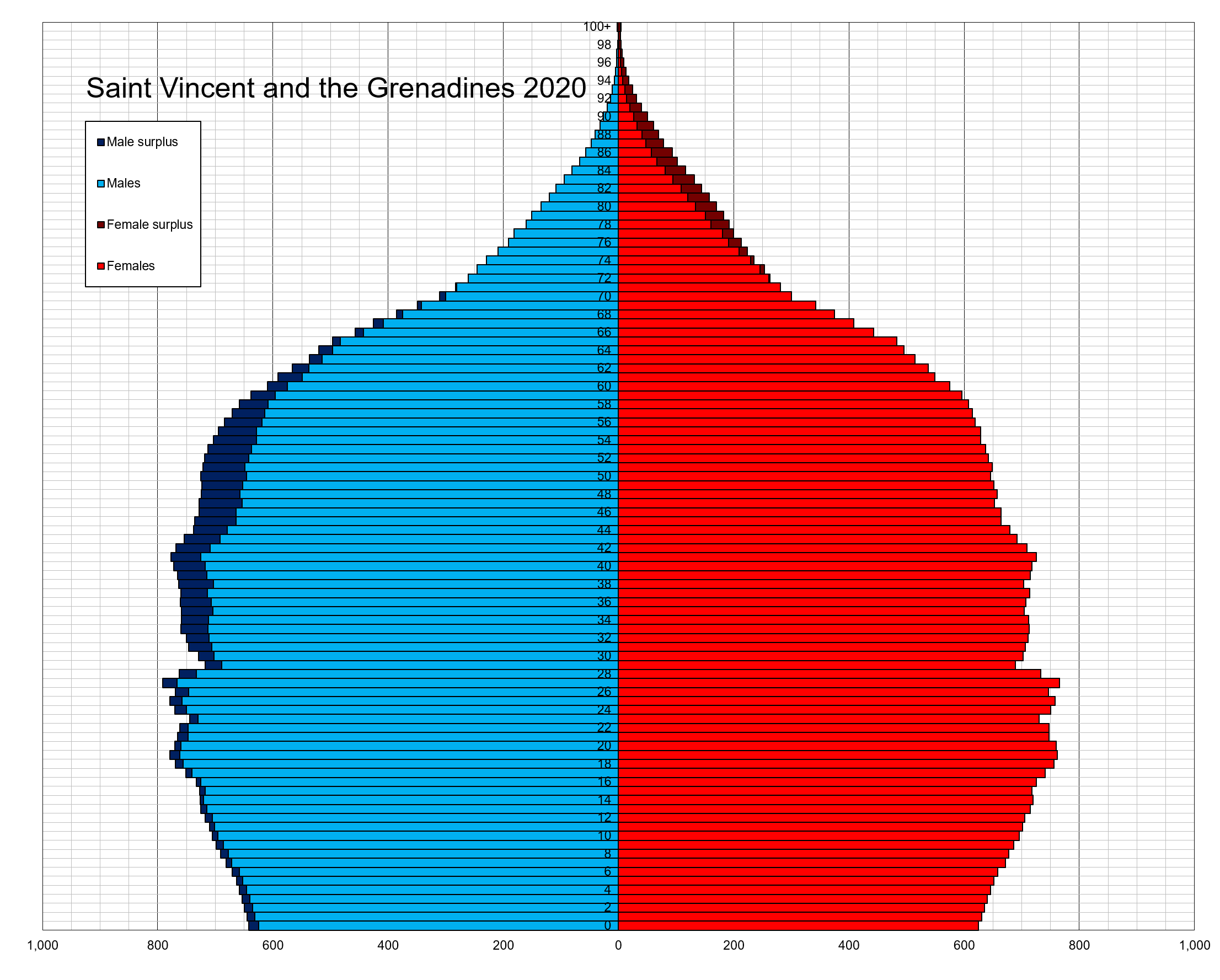
Возрастно-половая пирамида населения Сент-Винсента и Гренадин в 2020 году (4-я фаза)
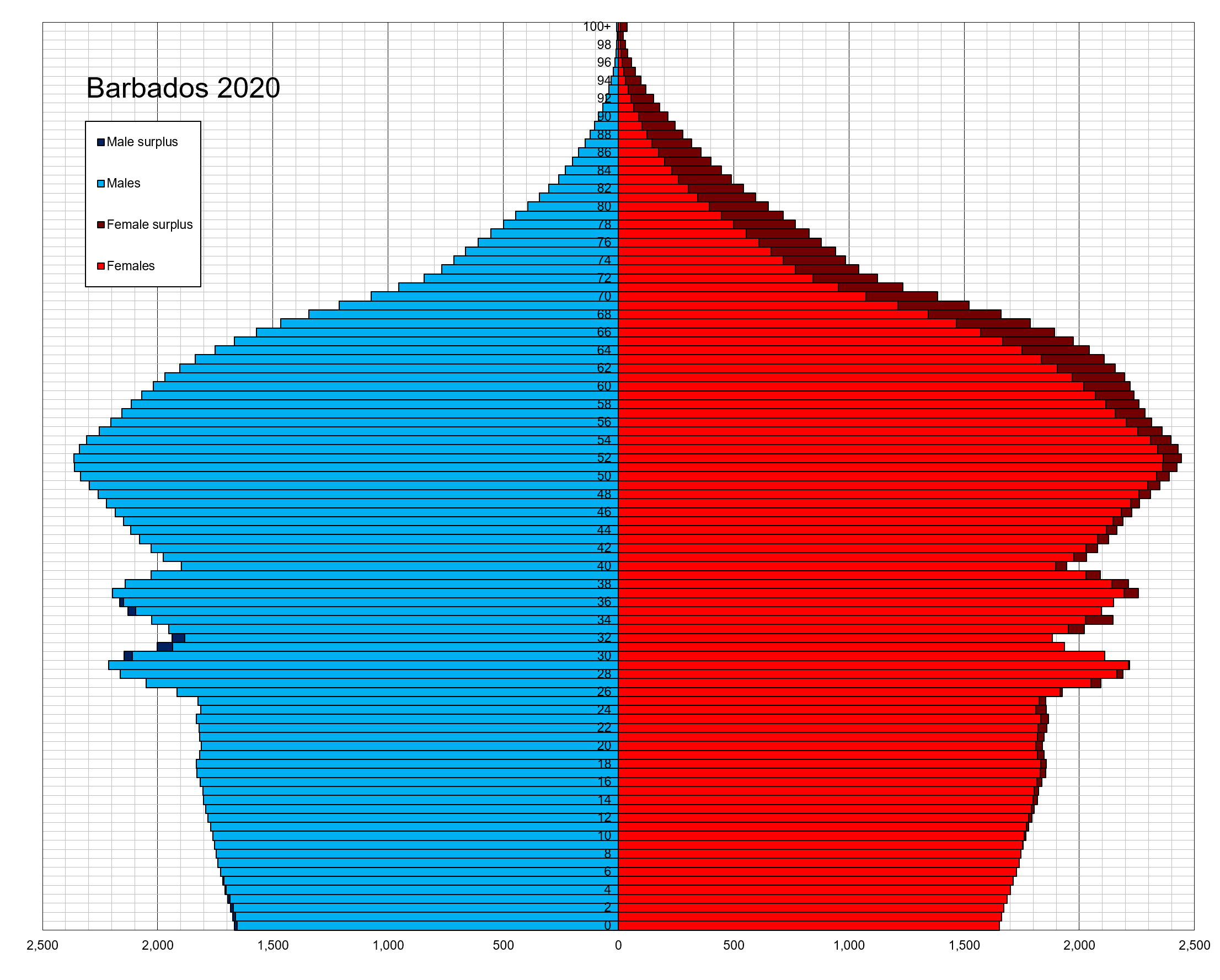
Возрастно-половая пирамида населения Барбадоса в 2020 году (4-я фаза)
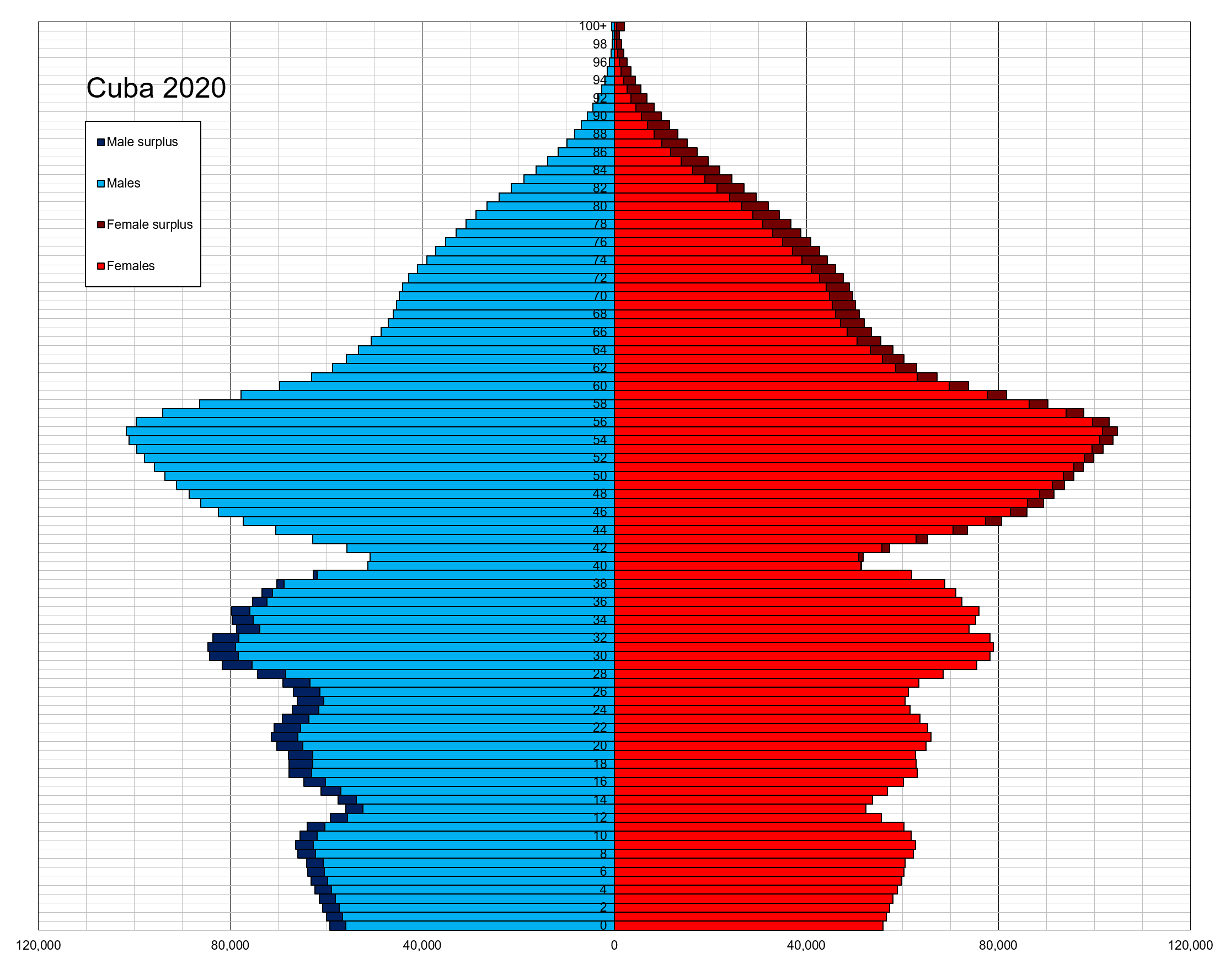
Возрастно-половая пирамида населения Кубы в 2020 году (4-я фаза)
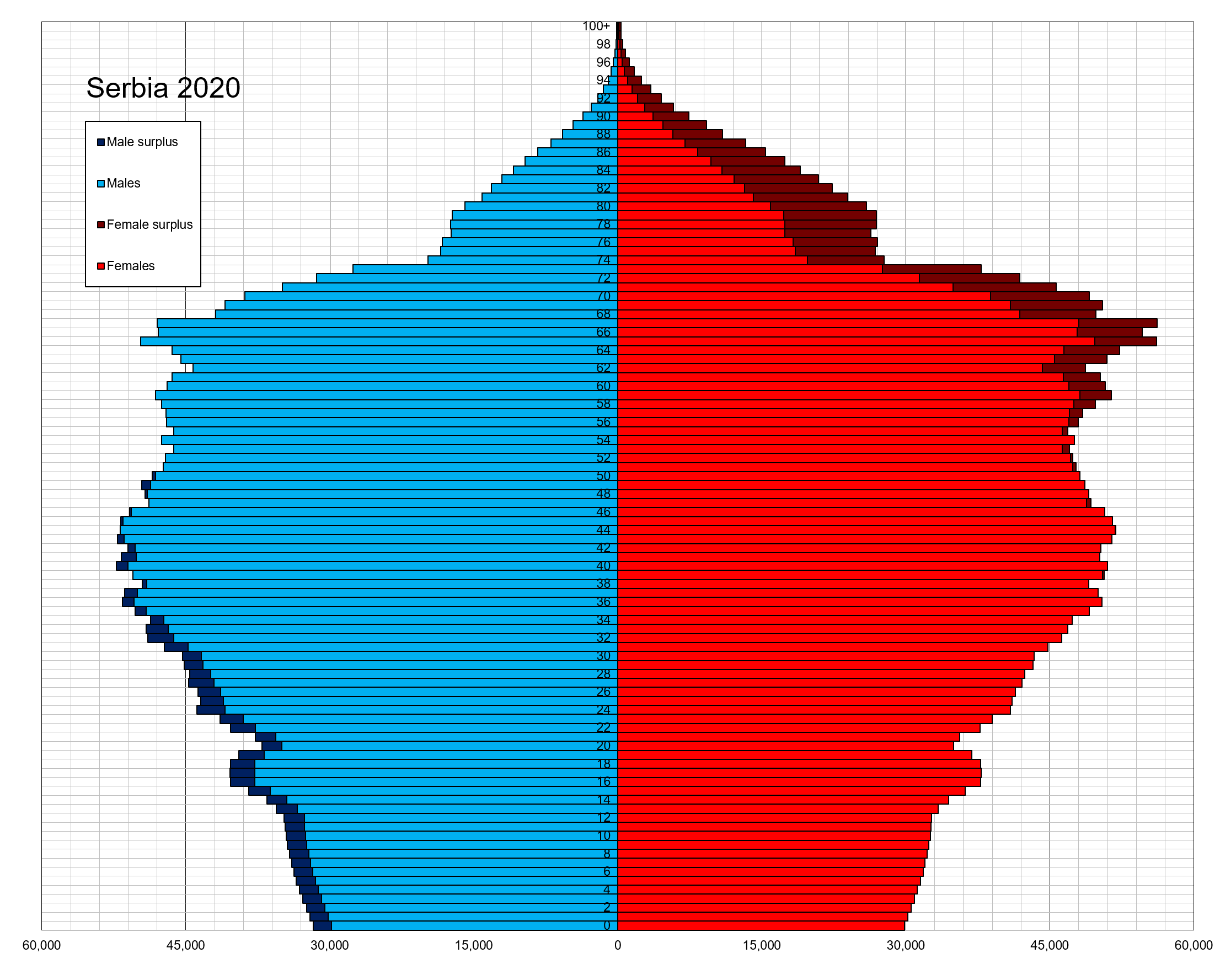
Возрастно-половая пирамида населения Сербии в 2020 году (4-я фаза)
Возрастно-половая пирамида населения Швейцарии в 2019 году (4-я фаза).  Население Швейцарского происхождения изображено в цвете, иностранного — серым цветом
Возрастно-половая пирамида населения Италии в 2023 году (4-я фаза)
Возрастно-половая пирамида населения Гонконга в 2020 году (4-я фаза)
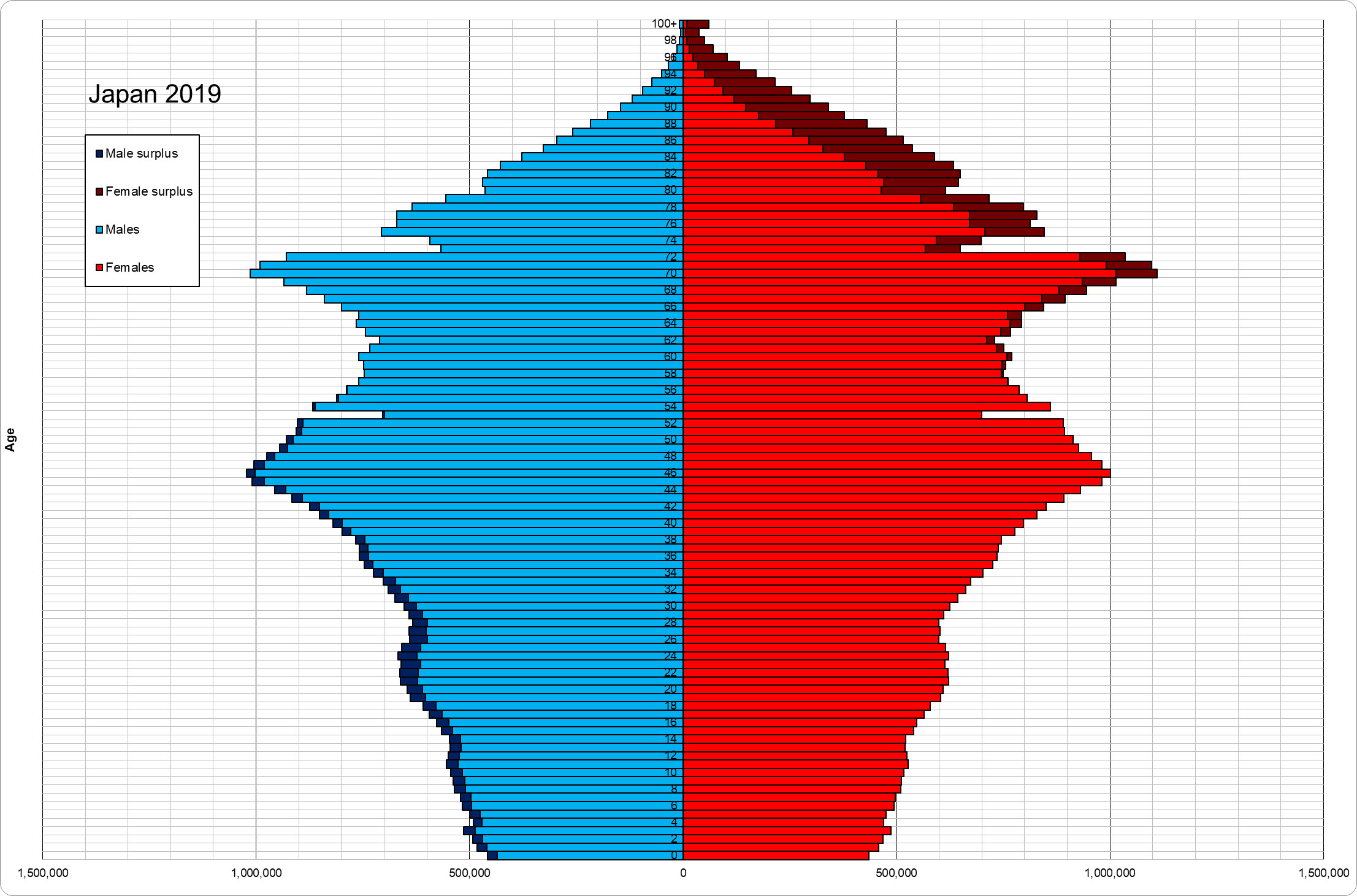
Возрастно-половая пирамида населения Японии в 2019 году (4-я фаза). Японская нация — самая престарелая в мире
Возрастно-половая пирамида населения Республики Корея в 2023 году (4-я фаза)